# Ollinjärvi (Gällivare socken, Lappland)
Ollinjärvi är en sjö i Gällivare kommun i Lappland och ingår i Kalixälvens huvudavrinningsområde. Sjön har en area på 0,045 kvadratkilometer och ligger 463 meter över havet. Ollinjärvi ligger i Kaitum fjällurskog Natura 2000-område.

## Delavrinningsområde
Ollinjärvi ingår i det delavrinningsområde (752340-168033) som SMHI kallar för Ovan VDRID = Rakkurijoki i Kalixälvens vattendrag*. Medelhöjden är 503 meter över havet och ytan är 23,49 kvadratkilometer. Räknas de 60 avrinningsområdena uppströms in blir den ackumulerade arean 1 495,22 kvadratkilometer. Kalixälven som avvattnar avrinningsområdet har biflödesordning 2, vilket innebär att vattnet flödar genom totalt 2 vattendrag innan det når havet efter 333 kilometer. Avrinningsområdet består mestadels av skog (55 procent) och sankmarker (35 procent). Avrinningsområdet har 1,33 kvadratkilometer vattenytor vilket ger det en sjöprocent på 5,7 procent.